# Kamidana

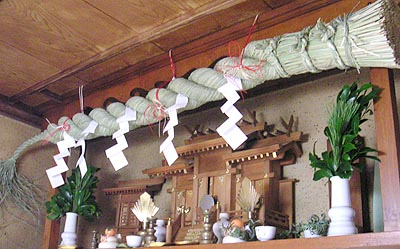
Un kamidana.

Un kamidana (神棚, littéralement « étagère des kamis) est une sorte de sanctuaire shintô miniature, posé ou accroché au mur dans certaines maisons japonaises. Le kamidana contient divers objets liés aux cérémonies shintoïstes. L'adoration devant le kamidana consiste à dire des prières, faire des offrandes de nourriture (par exemple de riz, d'eau…) et de fleurs. Avant cela, il est rituellement important de se purifier en se lavant les mains.

## Histoire dukamidana
Le kamidana est destiné à abriter l'o-fuda, symbole annuel des kamis. Selon la tradition shintoïste, le kamidana fait entrer les kamis dans la maison, dans l'entreprise ou dans le dojo, et permet de les remercier quotidiennement pour leurs bienfaits.
Amaterasu, la déesse du soleil, est honorée au temple d'Ise. Elle reçut des trésors divins de son père Izanami, dont certains sont conservés dans des temples. Le kamidana est très lié au temple d'Ise, où sont honorés Amaterasu mais aussi Toyouke no Okami (dans le temple de Toyouke-Daijingu ou Geku), le dieu qui apporte la nourriture et ce qui est nécessaire à la vie. Le pèlerinage vers le temple d'Ise est appelé o-Ise-mairi et permet de remercier ces dieux pour leurs bienfaits.
Au cours de l'ère d'Edo, des groupes fraternels de pèlerinage, appelés Ise-kou, se formèrent un peu partout au Japon. Lors d'un pèlerinage, les pèlerins ramènent chez eux une amulette nommée oharai Taima ; celles-ci sont également distribuées à travers le Japon par les Ise-kou. Pour abriter ces amulettes, on fabriqua des sanctuaires miniatures dans les maisons, qu'on appela daijingu-dana : cette pratique est à l'origine des kamidana actuels.

## Mise en place dukamidana

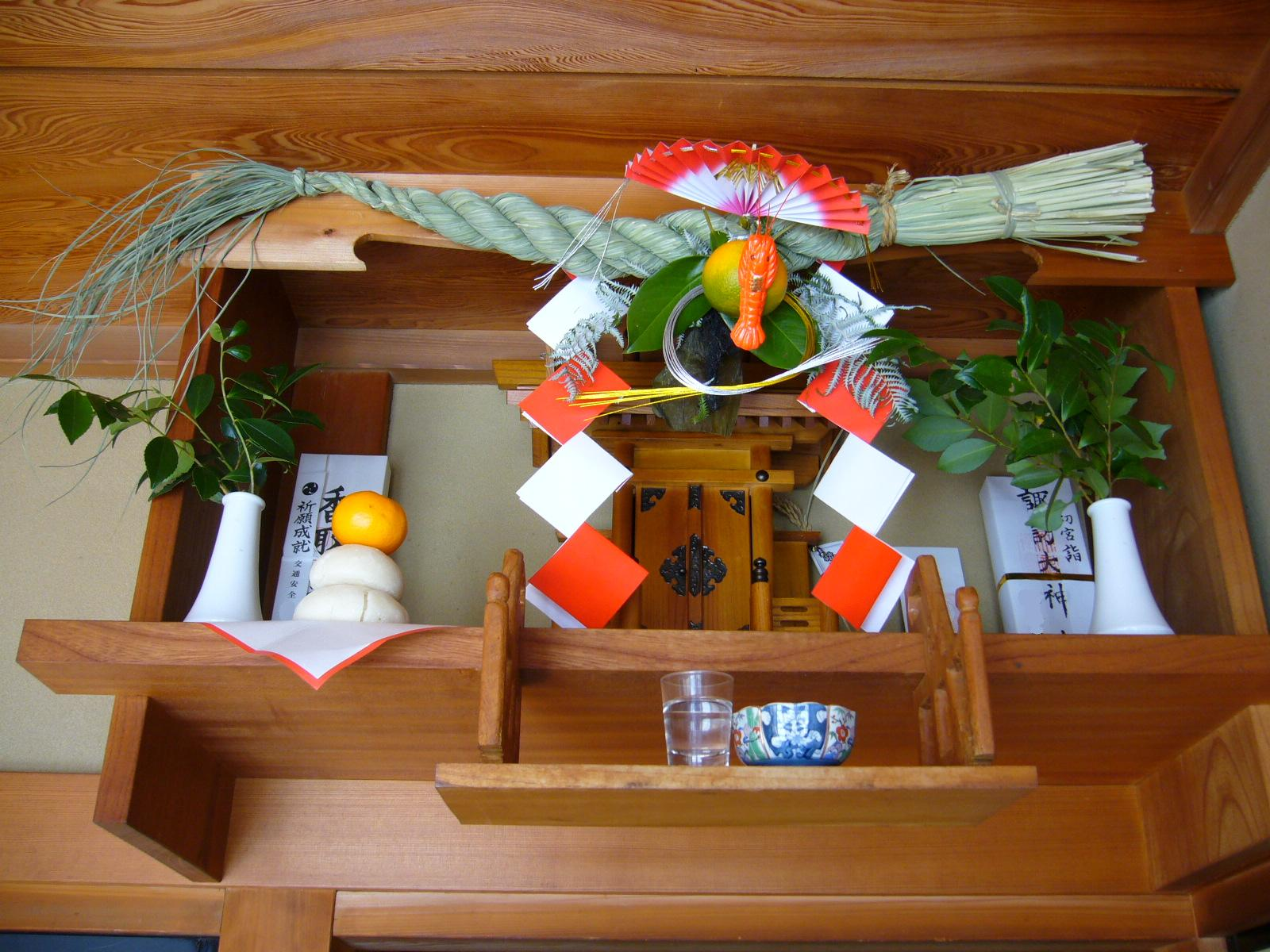
Un kamidana portant une décoration supplémentaire pour le Nouvel An.

Avant de mettre en place un kamidana, il faut d'abord purifier le site et nettoyer la maison. L'emplacement du kamidana doit être lumineux, calme et haut. Il faut aussi que ce soit un endroit où la famille se rassemble, et où on peut facilement faire des prières et des offrandes de nourriture quotidiennement. Le kamidana doit être placé contre le mur nord ou ouest, afin que ses portes s'ouvrent vers le sud ou vers l'est. S'il y a une pièce au-dessus du kamidana, il vaut mieux placer dans cette pièce un papier portant inscrit le mot kumo (« nuage »), afin que les personnes à l'étage ne marchent pas au-dessus du kamidana.
Le kamidana doit être placé juste au-dessus de la hauteur de la tête. Il doit s'y trouver un vase spécial contenant des branches à feuillage persistant (sakaki tate). Une corde de paille de riz (shimenawa) portant des bandes de papier pliées (gohei ou shide) doit se trouver au-dessus du kamidana. 

### O-fuda
Le kamidana doit contenir un o-fuda qui symbolise le kami. Les o-fuda sont de différents types, selon les temples qui les fournissent. Chaque année, l'o-fuda doit être ramené au temple et échangé contre un nouveau.

### Offrandes de nourriture
Les offrandes de nourriture aux kamis sont appelées shinsen. Il s'agit généralement de riz (kome), d'alcool de riz (sake ou o-miki), d'eau (omizu) et de sel (oshio). La nourriture doit être changée quotidiennement ; il est permis de la manger après l'avoir retirée (naorae). Les shinsen doivent être servis dans des plats spéciaux, qui peuvent être achetés dans les temples.

### Prier devant lekamidana
Après l'offrande de nourriture, il faut se placer face au kamidana, remercier pour les bienfaits de la vie et jurer de faire de son mieux. Il faut ensuite s'incliner deux fois, frapper dans ses mains deux fois, et s'incliner encore une fois.